# Mormonia multiconspicua
Mormonia multiconspicua är en fjärilsart som beskrevs av Reiff. Mormonia multiconspicua ingår i släktet Mormonia och familjen nattflyn. Inga underarter finns listade i Catalogue of Life.